# Nazionale femminile di pallacanestro del Togo
La nazionale femminile di pallacanestro del Togo è la rappresentativa cestistica del Togo ed è posta sotto l'egida della Federazione cestistica del Togo.

## Piazzamenti

### Campionati africani
- 1970 - 6°
- 1974 - 4°
- 1977 -  3°
- 2005 - 10°

## Formazioni

### Campionati africani
Campionato africano femminile di pallacanestro 20054 Adjoussi, 5 Kpangou, 6 Layibo, 7 Agossa, 8 Touré Coubadja, 9 Bah-Traoré-Salami, 10 Atohoun, 11 Kpogo, 12 Adekambi, 13 Koagni, 14 Afanwoubo, 15 Bodjona,        All. -